# Condado de Bristol (Massachusetts)
O Condado de Bristol (em inglês:  Bristol County) é um dos 14 condados do estado americano de Massachusetts. A sede do condado é Taunton, e sua maior cidade é New Bedford. Foi fundado em 2 de junho de 1685.
O condado possui uma área de 1 790 km², dos quais 358 km² estão cobertos por água, uma população de 548 285 habitantes, e uma densidade populacional de 382,7 hab/km² (segundo o censo nacional de 2010).
Bristol, juntamente com o condado homônimo (e contíguo) no estado de Rhode Island, é um dos dois condados dos Estados Unidos em que a população de ascendência portuguesa é a mais numerosa (cerca de 30% dos habitantes do condado).